# Africa Texas Style
Africa – Texas Style! (br: Um Cowboy na África ou Jim, um Cowboy na África) é um filme estadunidense ou britânico de 1967, do gênero aventura, dirigido por Andrew Marton e roteirizado por Andy White, com música de Malcolm Arnold.

## Sinopse
Um fazendeiro do Quênia contrata dois vaqueiros texanos para ajudá-lo a montar um rancho de vida selvagem.[carece de fontes?]

## Elenco
- Hugh O'Brian ....... Jim Sinclair
- John Mills ....... comandante Hayes
- Nigel Green ....... Karl Bekker
- Tom Nardini ....... John Henry
- Adrienne Corri ....... Fay Carter
- Ronald Howard ....... Hugo Copp
- Charles Malinda ....... Sampson
- Honey Wamala ....... Mr. Oyondi
- Charles Hayes ....... veterinário
- Stephen Kikumu ....... Peter
- Ali Twaha ....... Turk
- Mohammed Abdullah ....... curandeiro